# Ancuta
Ancuta – polski herb szlachecki.

## Opis herbu

### Opis historyczny
Juliusz Ostrowski blazonuje herb następująco:

W polu błękitnem strzała żeleźcem do góry, pomiędzy gwiazda z prawej, a półksiężycem doń z lewej strony. Nad hełmem korona.

### Opis współczesny
Opis skonstruowany współcześnie brzmi następująco:
Na tarczy w polu błękitnym między półksiężycem złotym rogami w prawo z lewej a gwiazdą ośmioramienną złotą z prawej – strzała srebrna w słup.
W klejnocie sama korona.
Labry herbowe niebieskie podbite srebrem.

## Geneza
Juliusz Karol Ostrowski podaje, że herb pochodzi z XIV wieku. Został nadany przez księcia litewskiego, Witolda Kiejstutowicza, Leonowi Ancucie, z uwagi na jego waleczność.

## Herbowni
Lista herbownych w artykule sporządzona została na podstawie wiarygodnych źródeł, zwłaszcza klasycznych i współczesnych herbarzy. Należy jednak zwrócić uwagę na częste zjawisko przypisywania rodom szlacheckim niewłaściwych herbów, szczególnie nasilone w czasie legitymacji szlachectwa przed zaborczymi heroldiami, co zostało następnie utrwalone w wydawanych kolejno herbarzach. Identyczność nazwiska nie musi oznaczać przynależności do danego rodu herbowego. Przynależność taką mogą bezspornie ustalić wyłącznie badania genealogiczne.
Pełna lista herbownych nie jest dziś możliwa do odtworzenia, także ze względu na zniszczenie i zaginięcie wielu akt i dokumentów w czasie II wojny światowej (m.in. w czasie powstania warszawskiego w 1944 spłonęło ponad 90% zasobu Archiwum Głównego w Warszawie, gdzie przechowywana była większość dokumentów staropolskich). Lista nazwisk znajdująca się w artykule pochodzi z Herbarza polskiego, Tadeusza Gajla (15 nazwisk). Występowanie na liście nazwiska nie musi oznaczać, że konkretna rodzina pieczętowała się herbem Ancuta. Często te same nazwiska są własnością wielu rodzin reprezentujących wszystkie stany dawnej Rzeczypospolitej, tj. chłopów, mieszczan, szlachtę. Jest to jednakże dotychczas najpełniejsza lista herbownych, uzupełniana ciągle przez autora przy kolejnych wydaniach Herbarza. Tadeusz Gajl wymienia następujące nazwiska uprawnionych do używania herbu Ancuta:
Ancuta, Anczyc, Gawryłkiewicz, Hauryłkiewicz, Hawryłkiewicz, Jesipowicz, Kamiński, Kasperowicz, Lewiński, Makułowicz, Ogorodnicki, Olchowiecki, Olechowiecki, Spirydowicz, Zwierowicz.
Jury Łyczkowski na swojej stronie internetowej wymienia jeszcze nazwisko:
Iesipowicz:
Łącznie 16 nazwisk.